# 手紙 (モーム)
『手紙』（原題: The Letter）はサマセット・モームによる短編小説およびそれをもとにした戯曲である。1926年の短編集『カジュアリーナ・トリー』(The Casuarina Tree) に最初に短編が収録され、その後舞台化された。物語は、クアラルンプールの学校長の妻で1911年4月に男友達を射殺した後殺人罪で裁判にかけられた女性に関する実際のスキャンダルから発想を得たものである。この女性は結局、釈放された。物語の筋の鍵になっている「手紙」は劇的効果を増すためのモームの創作で、実話に基づくものではない。

## あらすじ
マラヤのイギリス植民地にあるプランテーションの主、ロバート・クロスビーは仕事で家をあけていたが、その間に妻であるレズリーが友人であるジェフ・ハモンドを射殺するという事件が起こる。レズリーはシンガポールで裁判を受けることになるが、これが強姦未遂にあって自分の身を守るための正当防衛だったと主張する。しかしながら、ハモンドの恋人だった中国人の女性が、レズリーがハモンドと関係していたことを示唆するような手紙を持っていることがわかる。担当の弁護士ジョイスは法廷で無罪を勝ち取るため手紙を買い取る。レズリーは無罪となるが、手紙の存在はロバートの知るところとなる。レズリーはハモンドが自分の恋人であり、不倫の結果彼を射殺したことを夫に告白する。

### 短編小説と戯曲の違い
もとになった短編小説と戯曲の内容はだいたい同じであるが、戯曲のほうは最初から犯人がわかるようになっていること、末尾の場所や台詞などが異なること、夫ロバートの描写が多いことなど、短編と細かい違いがある。短編のほうでは「原因となった出発点のほうは隠しておいて、謎の感じと緊張が高まるように事件を配列し直している」と評されており、戯曲よりも「探偵小説的」な構成になっている。

## 評価

### 短編
謎めいたな謎解き要素をとりこんだ「話術の妙」が評価されている作品である。モームは内向的な人物を主役とする場合、内心に踏み込んだ詳細な描写をするのが特徴で、短編「手紙」のレズリーはモームが得意とする内向的な性格の主人公であると評されている。

### 戯曲
モームのキャリアの後期に執筆された成熟した作品であるが、素早く筋を展開させるため、特に第二幕にいささか強引な処理が見られると評されている。

## 戯曲の上演史
グラディス・クーパーが1927年にプレイハウス・シアターでロンドン初演をプロデュースし、出演もした。戯曲は上演の際に大幅に書き直されている。地方公演も含めて60週上演されることとなった。夫の役はナイジェル・ブルースが演じ、演出はジェラルド・デュ・モーリエがつとめた。この上演はクーパーが自分でプロデュースした最初の芝居で、自身の舞台のキャリアにおいても重要な出来事となった。クーパーが芝居を制作することとひきかえに、モームは次回作の戯曲3本を提供すると申し出た。クーパーは『コンスタント・ワイフ』については拒否し、『聖なる炎』は引き受け、『家の柱』も却下した。1927年9月26日にモロスコ・シアターでブロードウェイ初演が行われ、キャサリン・コーネル、スウェゾ・コトロ、ジョン・バックラー、アラン・ジース、J・W・オースティンが出演した。
1995年にリリック・ハマースミス劇場でリバイバル上演が行われ、ニール・バートレットが演出し、ジョアンナ・ラムリーとティム・ピゴット＝スミスが出演した。2007年にはウィンダム劇場で上演され、アラン・ストラカンが演出し、ジェニー・シーグローヴとアンソニー・アンドリュースが出演した。

## 翻案
何度も映像化されているが、その中でもパラマウント映画が製作したジャン・ド・リミュール監督による1929年の映画『手紙』と、ワーナー・ブラザースが製作したウィリアム・ワイラー監督、ベティ・デイヴィス主演の1940年の『月光の女』の2本が最もよく知られている。ド・リミュール版は英語で、パラマウントのアストリア・スタジオで撮影されたが、フランスのジョアンヴィル＝ル＝ポンにある同社のスタジオではヨーロッパの市場を意識した違う言語の版も撮影されており、ルイ・メルカントンによるフランス語版『手紙』(La Lettre, 1930)、ディミトリー・ブコエツキーによるドイツ語版『ジャングルの女』(Weib im Dschungel、1931)、アデルキ・ミラーによるスペイン語版『手紙』(La Carta、1931)、ジャック・サルヴァトーリによるイタリア語版『白い女』(La donna bianca、1931)が作られた。他にも英語圏以外の翻案としてはキラ・ムラートワによるロシアでの映画化『運命の変転』(Перемена участи、1987)がある。
テレビのアンソロジー・シリーズでも6回、映像化されている。1950年1月30日放送のNBC『ロバート・モンゴメリー・プレゼンツ』で映像化された際はマデリーン・キャロルがレズリーを演じている。1952年11月3日にWOR-TV『ブロードウェイ・テレヴィジョン・シアター』で映像化され、シルヴィア・シドニーが出演した。1956年10月15日にもウィリアム・ワイラーが監督し、ジョン・ミルズがロバート、マイケル・レニーがジョイスに扮してNBC『プロデューサーズ・ショーケース』でテレビ化された。同年12月2日に放送されたBBC『BBCサンデーナイト・シアター』ではセリア・ジョンソン主演でドラマ化されている。1960年にはITV『サマセット・モーム・アワー』で、1969年にはクリストファー・モラハン監督によりBBC『W・サマセット・モーム』で映像化された。1982年にはABCにより、ジョン・アーマン監督、リー・レミック主演のテレビ映画が作られ、放送された。
クラーク・ゲスナーは2000年に『手紙』をThe Bloomersというミュージカルに翻案している。
サンタフェ・オペラは作曲家ポール・モラヴェックとリブレット作家テリー・ティーチアウトに委嘱してオペラ版を制作した。2009年7月25日にジョナサン・ケント演出、ソプラノのパトリシア・ラセットがレズリー・クロスビー役で初演が行われた。

## 日本語訳

### 短編小説
短編小説については複数の翻訳がある。
中野好夫訳
- サマセット・モーム『雨：他二篇』中野好夫訳(岩波文庫、1940)。
- サマセット・モーム『カジュアリーナ・トリー』中野好夫、小川和夫訳(ちくま文庫、1995)。

※このほか、世界文学全集など多数の版に再録されている。
田中西二郎訳
- サマセット・モーム『サマセット・モーム全集第16巻　手紙：園遊會まで』田中西二郎(新潮社、1955)。
- サマセット・モーム『手紙・環境の力』田中西二郎(新潮社、1961)。

西村孝次訳
- サマセット・モーム『手紙 : 他一篇』西村孝次訳(角川文庫、1956)。

半崎辛訳
- サマセット・モーム『雨』半崎辛訳(虹書房、1957)。

行方昭夫訳
- サマセット・モーム『モーム短篇選』全二巻、行方昭夫編訳(岩波文庫、2008)。

### 戯曲
戯曲については出版社から刊行された翻訳は存在しないが、宮川誠訳の戯曲版『手紙』が2016年に日本モーム協会で研究資料として配布され、その後pdfとしてフェイスブックで頒布されている。